# Línea Principal de Gales del Sur
La Línea Principal de Gales del Sur (nombre original en inglés: South Wales Main Line; en galés: Prif Linell De Cymru), originalmente conocida como Ferrocarril directo de Londres, Bristol y Gales del Sur o simplemente como Ferrocarril Directo de Bristol y Gales del Sur, es un ramal de la Línea Principal del Great Western localizada en Gran Bretaña. Se desvía de la línea principal Londres-Bristol en Royal Wootton Bassett más allá de Swindon, accediendo primero a la Estación de Bristol Parkway y continuando después a través del túnel del Severn hacia Gales del Sur.
El Great Western Railway opera trenes Clase 800 entre Londres y Gales del Sur, y trenes InterCity 125 de alta velocidad de las Clases 253, 254 y 255 en servicios entre Cardiff y la Región del Sudoeste de Inglaterra. La compañía CrossCountry proporciona servicios desde Cardiff a Nottingham a través de la estación de Severn Tunnel Junction, y desde allí a la Línea de Gloucester a Newport a través de Gloucester y Birmingham. Transport for Wales opera servicios entre Gales del Sur y Gales del Norte y Midlands en la línea.
La línea entre Wootton Bassett y Cardiff Central se ha electrificado mediante el sistema aéreo de CA de 25 kV, como parte de la electrificación más amplia de la Línea Principal del Great Western.

## Historia
La ruta original del Great Western Railway (GWR) entre Londres y Gales del Sur, después de la apertura en 1852 del puente de Chepstow proyectado por Brunel, permitió que la Línea Principal del Great Western con destino a Bristol llegase a Swindon, desde donde se desviaba hacia Stroud, Gloucester y Chepstow antes de volver a unirse a la línea actual junto a la bifurcación del túnel del Severn. Esto dio lugar a que el trayecto fuese conocido con el apodo de "Great Way Round" (Gran Camino de Rodeo).
En 1886, la apertura del túnel del Severn brindó la oportunidad de disponer de una ruta más directa hacia Gales del Sur, y los trenes procedentes de Swindon hacia Newport a través del túnel, pudieron desde allí dirigirse a Bath y Bristol.
La ruta utilizada hoy se estableció en 1903 con la construcción de lo que a menudo se conoce como la Línea de Badminton, que requirió la construcción de aproximadamente 33 millas (53,1 km) de nuevas vías y de túneles en Alderton y Chipping Sodbury. El nuevo trayecto dejaba la línea de Bath más allá de Swindon en lo que ahora es Royal Wootton Bassett y se unía a la ruta anterior al norte de Bristol, cerca de Patchway. Esta configuración no solo proporcionó una ruta más directa para el tráfico hacia y desde el sur de Gales, sino que las pendientes más suaves de su trazado permitieron facilitar la circulación de los trenes carboneros, y se pensó que la línea sería un impulso para la expansión del puerto de Fishguard, al facilitar la conexión del GWR con las rutas transatlánticas.

## Infraestructura

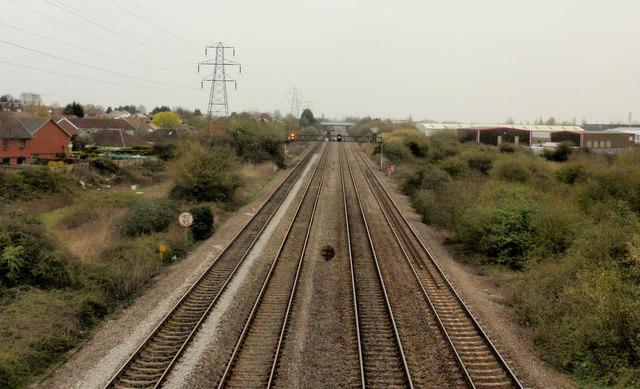
Tendido con cuatro vías que se acerca a Cardiff desde Newport, antes de su electrificación

La plataforma de la línea cuenta con cuatro vías desde la conexión con el túnel del Severn hasta Cardiff Central a través de Newport, con dos vías en las secciones restantes. La señalización se controla desde varios puestos de enclavamiento, incluidos Swindon, Bristol y dos en Cardiff. Durante el fin de semana festivo de agosto de 2016, el control de las señales entre Westerleigh Junction y Pilning se transfirió al Thames Valley Signaling Centre.
La velocidad máxima de la línea desde Wootton Bassett Junction hasta Coalpit Heath es de 125 mph (201,2 km/h); de 90 mph (144,8 km/h) desde Coalpit Heath hasta Newport; de 90 mph (144,8 km/h) desde Newport hasta el este de Bridgend; de 75 mph (120,7 km/h) desde el este de Bridgend hasta la conexión del baipás Norte de Swansea (con una pequeña sección de la vía a 100 mph (160,9 km/h) a través de Pyle); y 40 mph (64,4 km/h) desde allí hasta Swansea.

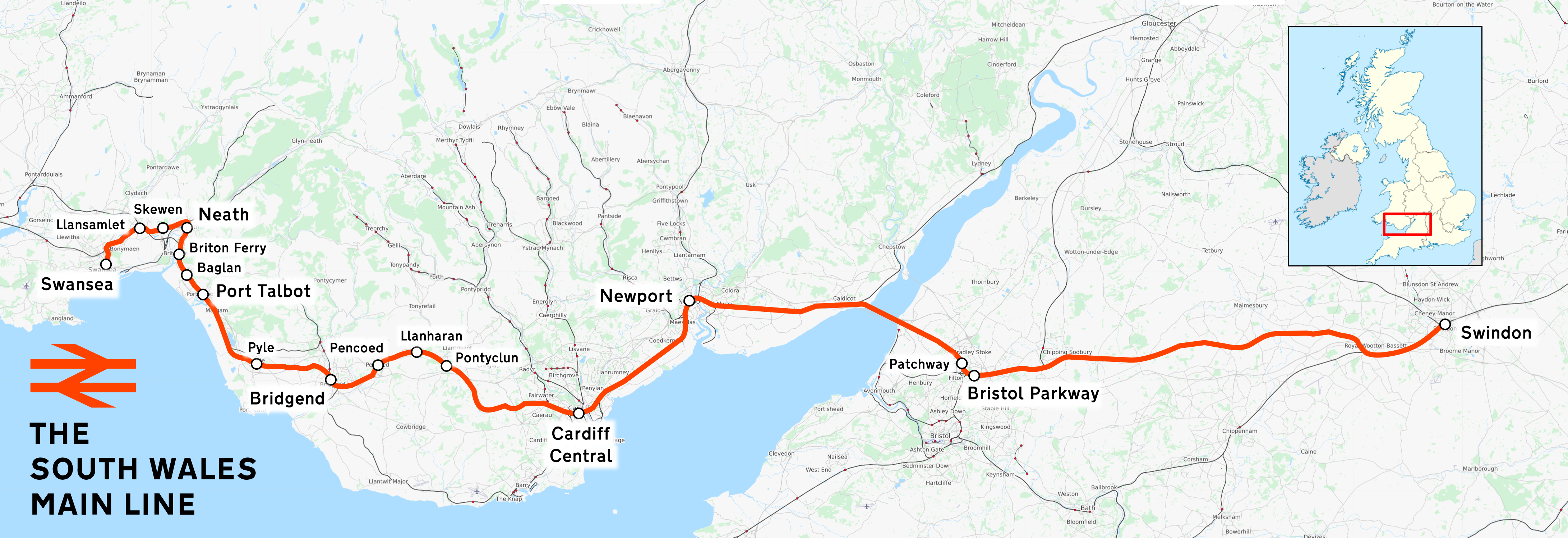
Esquema de la línea

## Rutas asociadas
Existe una ruta de desvío si el túnel del Severn está cerrado, que utiliza las vías que conectan la bifurcación del túnel con Gloucester, desde donde pueden volver a unirse a la ruta principal a través de la Línea del Golden Valley a Swindon, o tomar la Ruta Cross-Country y cambiar de sentido en la Estación de Bristol Parkway.
Si la línea está cerrada entre Cardiff Central y Bridgend, existe una ruta alternativa que emplea la Línea de Vale of Glamorgan.
La mitad de los trenes de alta velocidad en hora punta y la mayoría de los trenes fuera de hora punta continúan desde Cardiff Central hasta Swansea, y algunos continúan hasta Carmarthen o, en verano, hacia Pembroke Dock.
El servicio local entre Swansea y Cardiff utiliza el nombre comercial de Swanline. La red urbana dentro y alrededor de Cardiff, incluida la Línea de Maesteg, se conoce como Valley Lines.

## Planes
Los niveles de tráfico en la Línea Principal del Great Western han estado aumentando más rápido que el promedio nacional, pronosticándose incrementos continuos. La desaparecida Autoridad Ferroviaria Estratégica ideó en 2005 un plan de utilización de las rutas relacionadas con la Línea Principal del Great Western para proponer formas de satisfacer esta demanda. El plan de negocio de 2007 de Network Rail incluía la provisión de capacidad mediante andenes adicionales en Cardiff Central, Newport High Street y Bristol Parkway, además de mejoras en la velocidad de la línea en Gales del Sur, la mayoría de las cuales comenzarían a estar operativas en el período 2010-2014.
La Estación de Reading experimentó una remodelación importante culminada en julio de 2014, y se propuso un futuro enlace al Aeropuerto de Londres-Heathrow directamente desde Reading mediante el servicio denominado Heathrow Airtrack.

### Electrificación

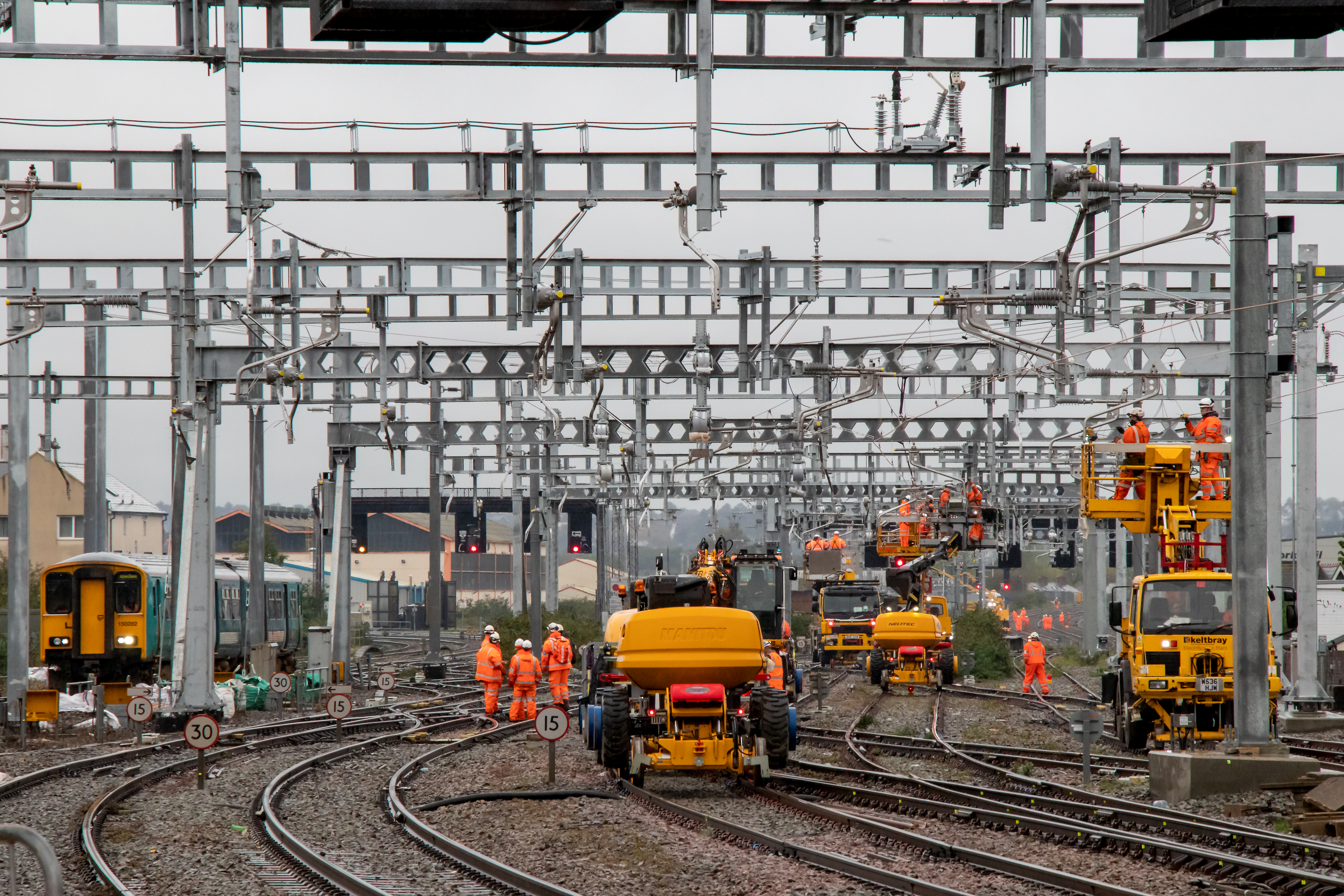
Trabajos de electrificación en Cardiff Central en octubre de 2019

La Línea Principal de Gales del Sur fue una de las últimas de las principales rutas interurbanas de Gran Bretaña que permaneció sin electrificar. El gobierno anunció en 2012 un plan para electrificar la Línea Principal de Gales del Sur como parte de un plan más amplio para toda la Línea Principal del Great Western. La ruta de Londres a Cardiff estaba completamente electrificada para la Navidad de 2019.
Los nuevos trenes Hitachi Super Express planificados para los servicios interurbanos del Great Western son predominantemente unidades eléctricas en lugar de las unidades diésel empleados hasta el momento. Sin embargo, una parte de la flota son trenes bimodales electro-diésel de doble fuente de energía, lo que permitió que los servicios operaran antes de que se completara la electrificación de la línea. Los trenes bimodales permitirán que los servicios interurbanos continúen operando desde Londres hasta Carmarthen en el futuro. Los nuevos trenes Super Express generarán un aumento estimado del 15% capacidad durante las horas pico de la mañana. La electrificación ha reducido los tiempos de viaje entre Swansea y Londres en aproximadamente 20 minutos, aunque no se extenderá al oeste de Cardiff hasta Swansea, Carmarthen o Pembroke Dock, y los servicios en la línea a Brighton, Portsmouth Harbour y Taunton seguirán funcionando con trenes diésel, ya que la línea de Bristol a Exeter y la Línea Principal de Wessex no estarán electrificadas.

## Comunidades atendidas
Pueblos y ciudades servidas por trenes desde Londres
- Reading
- Didcot
- Swindon
- Bristol
- Newport
- Cardiff
- Bridgend
- Port Talbot
- Neath
- Swansea

 
 
Asentamientos atendidos únicamente por trenes locales
- Patchway
- Pilning (servicio muy limitado)
- Magor
- Rogiet
- Llanharan
- Pontyclun
- Pencoed
- Pyle
- Baglan
- Briton Ferry
- Skewen
- Llansamlet

## Accidentes e incidentes
- El 7 de marzo de 2015, la locomotora de la Clase Battle of Britain 34067 Tangmere transportaba un tren chárter que rebasó una señal en Wooton Bassett, Wiltshire. Al operador del tren, West Coast Railway Company, se le prohibió operar trenes en la red ferroviaria británica como consecuencia directa de este incidente.